# Ostrzyca (Lublin)
Pour les articles homonymes, voir Ostrzyca.
Ostrzyca (prononciation : [ɔsˈtʂɨt͡sa]) est un village polonais de la gmina d'Izbica dans le powiat de Krasnystaw de la voïvodie de Lublin dans l'est de la Pologne.
Il se situe à environ 6 kilomètres au nord-ouest d'Izbica (siège de la gmina), 10 kilomètres au sud de Krasnystaw (siège du powiat) et 54 kilomètres au sud-est de Lublin (capitale de la voïvodie).

## Histoire
De 1975 à 1998, le village est attaché administrativement à la Voïvodie de Zamość.

Depuis 1999, il fait partie de la nouvelle voïvodie de Lublin.